# Lembeke

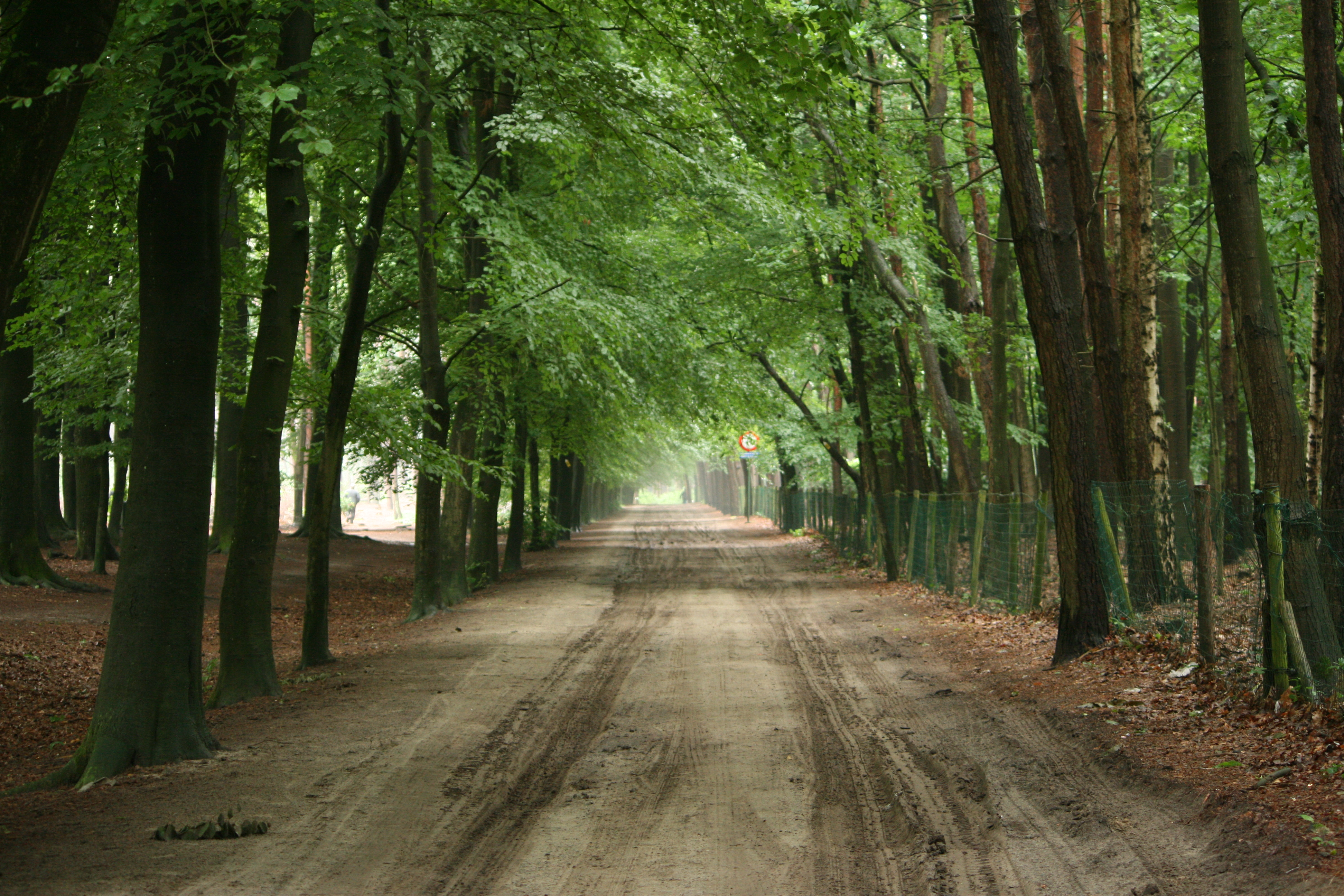
Lembeekse Bossen

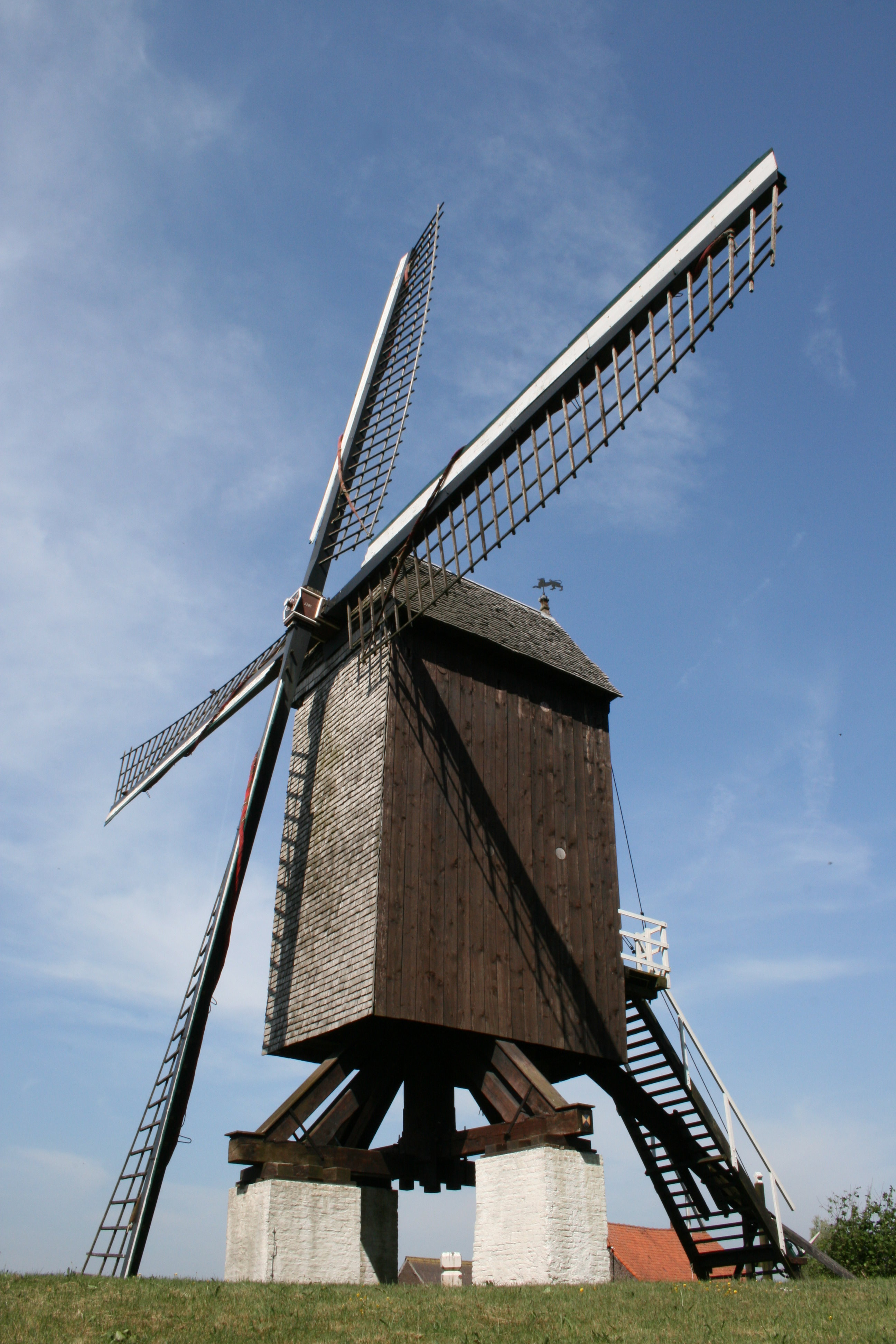
Westermolen

Lembeke település a belgiumi Flandria régióban, Kelet-Flandria tartományban található. 1977-ben összevonták a szomszédos Kaprijke várossal. Lembeke-nek 3500 lakosa van, és bár eredetileg nagyobb volt, mint Kaprijke, mégsem ez lett az összevont település központja. Ennek legfőbb oka volt a kaprijke-i polgármester, Albert Windey tárgyalási készségei és Kaprijke történelme, amely a gallo-román időre nyúlik vissza. Az összevonás idején a két település lakossága szinte megegyezett.

## Története
A település nevét először 1108-ban említették az írásos források, "Lembeca" formában. A név eredetére és jelentésére vonatkozóan többfajta magyarázat született:
- a belga tudományos akadémia folyóiratában (""Bulletin de l'Academie de Belgique"") megjelent elmélet szerint a név a falun áthaladó patak agyagos talajára vezethető vissza.
- Egy másik magyarázat szerint ennek a pataknak "Lemme" volt a neve és Lembeke tulajdonképpen "tiszta patak"-ot jelent. A név első részét, a "lem"-et a magyarázat szerint gyakran használják a tó, patak vagy folyóhoz közel eső települések nevében.

Mindenesetre a név csak keveset változott az idők folyamán, 1281-ben az Oosteeklo településen található ciszteri apátság egyik oklevele már a mai formában említi.
Lembeke történelme szorosan összekapcsolódik a szomszédos Eeklo történelmével: 1240-ben mindkét település városi jogot és bizonyos szabadságokat kapott. A település a textiliparnak köszönhetően virágzott fel, majd a 16. században a vallási háború és a németalföldi szabadságharc során súlyos károkat szenvedett. 1626-ban IV. Fülöp spanyol király Eeklo-t és Lembeke-t zálogba adta a helyi nemes Jan Stalins-nak.
Történelme során számos támadás érte a települést: 1381-ben Gent város lakosai, 1452-ben és 1653-ban francia csapatok foglalták el. 1666-ban pestisjárvány pusztított.

## Látnivalók, érdekességek
- A falu egyik nevezetessége a "Lembeekse bossen", azaz a lembekei erdő, amely kb. 50 hektáros területű és jórészt telepített tűlevelűekből áll. Az erdő, amelyet ma ismét lombhullató fákkal igyekszenek betelepíteni, a Flamand Vízisport Egyesület ("Vlaamse Maatschappij voor Watervoorziening") tulajdonában van.
- A Westermolen szélmalom a Windgatstraat – Westermolenstraat utcák találkozásánál található, a templomtól nyugatra. A jelenlegi malomépület helyén 1372-ben már állt egy malom, amely a helyi nemesúri család tulajdonában volt. A jelenlegi malomépület 1785-ben épült, de az építkezés során a korábbi épület számos elemét felhasználták. A malom kezdetben gabonaféléket, majd papírgyártáshoz rostot őrölt. 1945-ig számos tulajdonosa volt, majd d'Alcantara de Saint-Gilles Gonzales gróf tulajdonába került, aki 1973-ban a városnak adományozta. A malmot ekkor védett műemléknek nyilvánították és 1978 – 1980 között helyreállították.

## A "speculoos" fesztivál
A falu minden évben megrendezi a "Speculoos fesztivált", amely nevét a Belgiumban kedvelt kekszféle édességről kapta. 2008-ban szeptember 19-23 között került sor a fesztiválra, amelyet a speculoos egyik legnagyobb gyártója, a Lotus Bakeries támogat, amelynek a központja Lembekeben található.

## A falu lakosságának alakulása
Forrás:NIS, 1806 – 1970 között: népszámlálási adatok; 1980-tól = január 1-i adatok (becslés)

## Lásd még
- www.lembeke.be – a település hivatalos oldala (hollandul)
- A speculoos fesztivál hivatalos oldala[halott link]
- Lotus Bakery